# Amoebaleria
Amoebaleria is een geslacht van insecten uit de familie van de afvalvliegen (Heleomyzidae), die tot de orde tweevleugeligen (Diptera) behoort.

## Soorten
- A. caesia (Meigen, 1830)
- A. confusa (Wahlgren, 1918)
- A. defessa (Osten Sacken, 1877)
- A. flavotestacea (Zetterstedt, 1838)
- A. glauca (Aldrich, 1908)
- A. gonea Garrett, 1925
- A. helvola (Loew, 1862)
- A. infuscata Gill, 1962
- A. perplexa Garrett, 1924
- A. sabroskyi Gill, 1962
- A. sackeni Garrett, 1925
- A. scutellata Garrett, 1921
- A. spectabilis (Loew, 1862)
- A. triangulata Garrett, 1925
- A. tularensis Gill, 1962